# هوش مصنوعی: رهیافتی نوین
هوش مصنوعی: رهیافتی نوین (به انگلیسی: Artificial Intelligence: A Modern Approach) ISBN 0-13-604259-7 کتابی‌ست از استوارت جی راسل و پیتر نورویگ که به عنوان یکی از منابع اصلی درس هوش مصنوعی در بیش از ۱۱۰۰ دانشگاه سراسر دنیا تدریس می‌شود و برخی آن را محبوب‌ترین کتاب هوش مصنوعی در جهان دانسته‌اند. ویراست سوم این کتاب در سال ۲۰۰۹ منتشر و به فارسی نیز ترجمه شد.